# Gerald McRaney
Gerald Lee McRaney (Collins, 19 de agosto de 1947) é um ator, cineasta e produtor norte-americano.
É conhecido por seus recorrentes papéis em séries de televisão como Simon & Simon, Major Dad, Promised Land e House of Cards. Recentemente interpreta o almirante Hollace Kilbride em NCIS: Los Angeles. Participou da primeira temporada da série Jericho e da última temporada de Deadwood. 
Na oitava temporada de Castle, McRaney interpretou o vilão Mason Wood. Recentemente interpreta Barlow Connally na série do canal A&E Longmire, além de um papel na série da NBC This Is Us como o médico Dr. Nathan Katowski, papel que lhe rendeu um Prêmio Emmy do Primetime de melhor ator convidado numa série de drama, em 2017.

## Biografia
McRaney nasceu na cidade de Collins, no Mississippi, em 1947. É filho de Clyde e Edna McRaney, com ascendência escocesa e Choctaw. Estudou na Universidade do Mississippi e antes de se tornar bem-sucedido na carreira de ator, McRaney trabalhou em poços de petróleo na Louisiana.